# Gunder Hägg-stadion
Gunder Hägg-stadion – stadion lekkoatletyczny w Gävle, w Szwecji. Został wybudowany w latach 1983–1984 i zainaugurowany 2 czerwca 1984 roku. Przed otwarciem obiektu głównym stadionem lekkoatletycznym w Gävle był Strömvallen. Stadion początkowo nosił nazwę Gavlestadion, w 2007 roku nadano mu imię Gundera Hägga. Obiekt powstał w bezpośrednim sąsiedztwie krytego lodowiska Gavlerinken. W 2015 roku tuż obok Gunder Hägg-stadion otwarty został również stadion piłkarski, Gavlevallen, a w 2017 roku nieopodal oddano do użytku halę sportową Gavlehovshallen. Gunder Hägg-stadion gościł wiele imprez lekkoatletycznych, w tym mistrzostwa kraju czy 12. Młodzieżowe Mistrzostwa Europy w 2019 roku.